# Vergessene Stimmen
Vergessene Stimmen (englisch: The Closers) ist der 15. Roman des US-amerikanischen Krimi-Autors Michael Connelly. Es ist das 11. Buch der Harry-Bosch-Serie, erschienen 2005 (auf Deutsch 2006).

## Handlung
Nach drei Jahren kehrt Harry Bosch zum Los Angeles Police Department zurück. Zusammen mit seiner Kollegin Kizmin „Kiz“ Rider wird er der Open-Unsolved Division, der Abteilung für ungelöste Fälle, zugeordnet. Neue Ermittlungsmethoden wie die DNA-Analyse lassen hoffen, alte ungelöste Fälle aufzuklären. Der erste Fall, den Bosch und Rider bearbeiten, ist der Mord an Rebecca Verloren. „Becky“, ein sechzehnjähriges Mädchen mit schwarzem Vater und weißer Mutter, wurde 1988 ermordet. An der Tatwaffe wurden Blutspuren gefunden. Bei der DNA-Analyse gab es einen Treffer: Die Blutspuren stammen von einem Roland Mackey.
Bosch glaubt nicht, dass der Kleinkriminelle tatsächlich der Mörder von Becky Verloren ist, zumal der Tathergang einige Planung erforderte und Mackey alles andere als intelligent ist. Er hatte die Waffe bei Sam Weiss, einem jüdischen Tontechniker, gestohlen. Mackey war zu der Zeit Mitglied einer weißen rassistischen Bande, den „Chatsworth Eight“. Wegen der Herkunft des Mädchens vermutet Bosch einen rassistischen Hintergrund des Verbrechens. Und in der Tat: er ermittelt, dass der Vater des Opfers von Polizisten eingeschüchtert wurde. Sie verhinderten, dass gegen die Gang ermittelt wurde, weil ein Gangmitglied der Sohn von Captain Richard Ross, dem Chef der Internal Affairs Division war. Einer der Polizisten, die die Ermittlung verhinderten, war Irvin Irving, der oft genug Boschs Ermittlungen durchkreuzt hatte, als Bosch vorher beim LAPD war.
Bosch und Rider lancieren einen Bericht in der Daily News, weil sie Mackey aufschrecken wollen und hoffen, dass er Kontakt zum wirklichen Täter aufnimmt, weil er befürchtet, dass er über die DNA-Analyse mit dem Mord in Verbindung gebracht wird. Bosch sorgt in einer abenteuerlichen Undercover-Aktion dafür, dass Mackey den Zeitungsbericht sieht. Mackey ruft daraufhin seinen Freund William „Billy Blitzkrieg“ Burkhart, auch ein Mitglied der „Chatsworth Eight“, an und will mit ihm über den Artikel sprechen. Bosch und Rider folgen Mackey verdeckt, können jedoch nicht verhindern, dass er in eine Falle gelockt und ermordet wird. Bosch fühlt sich für den Tod von Mackey ein Stück weit verantwortlich.
Die Ermittlungen sind nach dem Mord an Mackey in eine Sackgasse geraten. Bosch liest zum x-ten Mal die Akte, das Murder Book. Plötzlich fällt ihm auf, dass die Bettdecke des Opfers in ihrem Zimmer auf einem Photo in der Akte anders da lag als in dem Zimmer, wie es die Mutter von Becky seit 1988 unverändert gelassen hatte. Bosch entdeckt einen Fingerabdruck an einem Pfosten unter dem Bett – eine Spur zum Mörder. Die Ermittlungen führen schließlich zum damaligen Lehrer von Becky, Gordon Stoddard. Stoddard versucht seine Tötung durch die Polizei zu provozieren, was Bosch und Rider mit knapper Not verhindern.
Stoddard wird in Haft genommen. Dem Vater von Rebecca Verloren gelingt es durch eine Straftat in dieselbe Haftanstalt zu kommen, wo er Stoddard ersticht. Irving muss unter demütigenden Umständen nach 45 Dienstjahren die Polizei verlassen.

## Querbezüge
In Kapitel 8 redet Bosch mit der Bewährungshelferin Thelma Kibble, die in Im Schatten des Mondes schwer verletzt worden war. Er erkennt Cassie Black auf einem Fahndungsfoto in deren Zimmer, die er als Jane Davis in Las Vegas in Die Rückkehr des Poeten getroffen hatte.

## Rezeption
Publishers Weekly lobt den Roman in höchsten Tönen: „Connelly kommt wie kein anderer dem nahe, der heutige Dostojewski der Kriminalliteratur zu sein; dies ist einer seiner besten Romane bis heute.“
Für die New York Times kehrt Bosch in diesem Roman zur klassischen polizeilichen Ermittlungsarbeit als Mittelpunkt der Handlung zurück und dies „kunstvoll“.
Die Krimicouch findet, dass Harry Bosch zurück ist. Nicht nur im Roman zurück beim Los Angeles Police Department, sondern auch als literarische Figur: „…zentrale Figur einer der besten Serien des modernen angelsächsischen Kriminalromans“.

## Ausgaben
- Michael Connelly: The Closers. Little, Brown and Company, 2005 ISBN 0-316-73494-2
- Michael Connelly: Vergessene Stimmen: ein Harry-Bosch-Roman. Aus dem Amerikanischen von Sepp Leeb. Heyne, München, 2006 ISBN 978-3-453-01431-2; dto. als Taschenbuch 2008, ISBN 978-3-453-43281-9
- Michael Connelly: Vergessene Stimmen: Der elfte Fall für Harry Bosch. Aus dem Amerikanischen von Sepp Leeb. Kampa Verlag, Zürich, 2024 ISBN 978-3-311-15539-3